# Beniamino Stella
Beniamino kardinál Stella (* 18. srpna 1941, Pieve di Soligo, Itálie) je italský římskokatolický kněz, arcibiskup, emeritní prefekt Kongregace pro klérus a od roku 2014 také kardinál.

## Život
Narodil se v rodině farmářů, pocházel z 12 dětí. Po ukončení středního vzdělání vstoupil do Vyššího Římského semináře kde studoval filosofii a teologii. Poté studoval na Papežské lateránské univerzitě a Papežské církevní akademii, kde získal doktorát z kanonického práva a také zde studoval diplomacii (1966–1970). Hovoří anglicky, francouzsky, německy a španělsky.
Kněžské svěcení přijal 19. března 1966. Roku 1970 vstoupil do diplomatických služeb Svatého stolce a 5. září 1974 byl jmenován Kaplanem Jeho Svatosti. Dne 21. srpna 1987 ho papež Jan Pavel II. jmenoval titulárním arcibiskupem Midilským. Biskupské svěcení přijal 5. září 1987 z rukou Jana Pavla II., a spolusvětiteli byli Eduardo Martínez Somalo a Jean Pierre Marie Orchampt. Působil jako apoštolský delegát v Čadu (1987–1989), apoštolský nuncius v Středoafrické republice (1987–1992), apoštolský pro-nuncius v Kongu (1987–1992), apoštolský pro-nuncius v Čadu (1989–1992), apoštolský nuncius na Kubě (1992–1999), apoštolský nuncius Kolumbie (1999–2007), Předseda Papežské církevní akademie (2007–2013). V roce 2013 byl jmenován prefektem Kongregace pro klérus.
Dne 22. února 2014 jej papež František jmenoval kardinálem-jáhnem diakonie Ss. Cosma e Damiano. Dne 1. května 2020 jej tentýž papež jmenoval kardinálem-biskupem diecéze Porto-Santa Rufina.. Dne 11. června 2021 přijal papež František jeho rezignaci z důvodu dosaženého věkového limitu; jeho nástupcem ve vedení Kongregace se stal korejský biskup Lazar Jou Heung-sik 